# Michel Blavet
Michel Blavet /mi'ʃɛl bla'vɛ/ (Besançon, 13 marzo 1700 – Parigi, 28 ottobre 1768) è stato un flautista e compositore francese.

## Biografia
Sebbene fosse autodidatta e mancino, Blavet suonò molti strumenti, divenne un brillante fagottista e fu il più famoso flautista virtuoso della prima metà del XVIII secolo. Raggiunse Parigi nel 1723, dove fu assunto dal conte Lévis. Nel 1726 entrò al servizio del conte di Carignan per il quale scrisse la sua prima composizione. Nello stesso anno strinse amicizia con il flautista virtuoso Johann Joachim Quantz, allievo di Pierre-Gabriel Buffardin. I suoi primi concerti e sonate ottennero un immenso successo al Concert Spirituel.
Verso il 1732 divenne sovrintendente della musica del conte di Clermont, Gran Maestro massone, al cui servizio rimase 30 anni. Nel 1740 divenne flautista all'Opéra di Parigi. Dopo aver incontrato Georg Philipp Telemann nel 1746 a Parigi, fece conoscere i suoi quartetti nella formazione che aveva creato, un quartetto di flauto, violino, viola da gamba o violoncello e basso continuo.
Dal 1752 scrisse qualche piccolo opéra per il conte di Clermont e fu autore della prima opera buffa francese, Le jaloux corrigé. Fu uno dei primi francesi a scrivere dei concerti, ma solo il Concerto à quatre parties è giunto fino a noi. Le sue sonate costituirono delle vette del repertorio per flauto traverso. Blavet fu insegnante e pubblicò numerose opere pedagogiche, di cui tre Recueils de pièces, sei sonate per due flauti traversi e due raccolte di sonate per flauto e basso continuo.

## Opere principali
- Musica strumentale

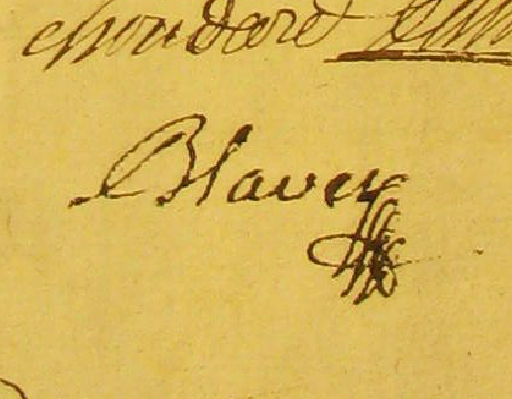
Firma autografa di Blavet su un atto di tutela del 1765 conservato negli Archivi nazionali

  - 6 Sonates pour 2 flûtes traversières,  op. 1 (1728)
  - 6 Sonates mêlées de pièces pour la flûte traversière avec basse, op. 2 (1731)
  - 3e Livre de Sonates pour la flûte traversière avec basse, op. 3 (1740)
  - Concerto in la minore per flauto, 2 violini e violoncello
  - Premier recueil de pièces accomodé pour les flûtes traversières
  - Deuxième recueil de pièces accomodé pour les flûtes traversières
  - Troisième recueil de pièces accomodé pour les flûtes traversières
  - Siciliana in do maggiore per viola
- Opéra
  - Le Jaloux corrigé (1752)
  - Floriane ou la grotte des Spectacles (1752)
  - Les Jeux olympiques (1753)
  - La Fête de Cythère (1753)

## Per scoprire Blavet
- French Baroque Concertos, Musica Antiqua Köln, direzione di Reinhard Goebel
- Flutes sonatas (complete), Jed Wentz (flauto) e l'ensemble Musica ad Rhenum